# New York Rangers
Els New York Rangers són un equip professional d'hoquei sobre gel de Nova York que juga a la National Hockey League a la Divisió Atlàntic de la Conferència Est.
L'equip juga com a local al Madison Square Garden, el pavelló dels New York Knicks de l'NBA. Els seus colors són el blau, el vermell i el blanc. A casa juguen amb jersei blau i pantalons vermells, a fora amb jersei blanc i pantalons vermells.

## Història

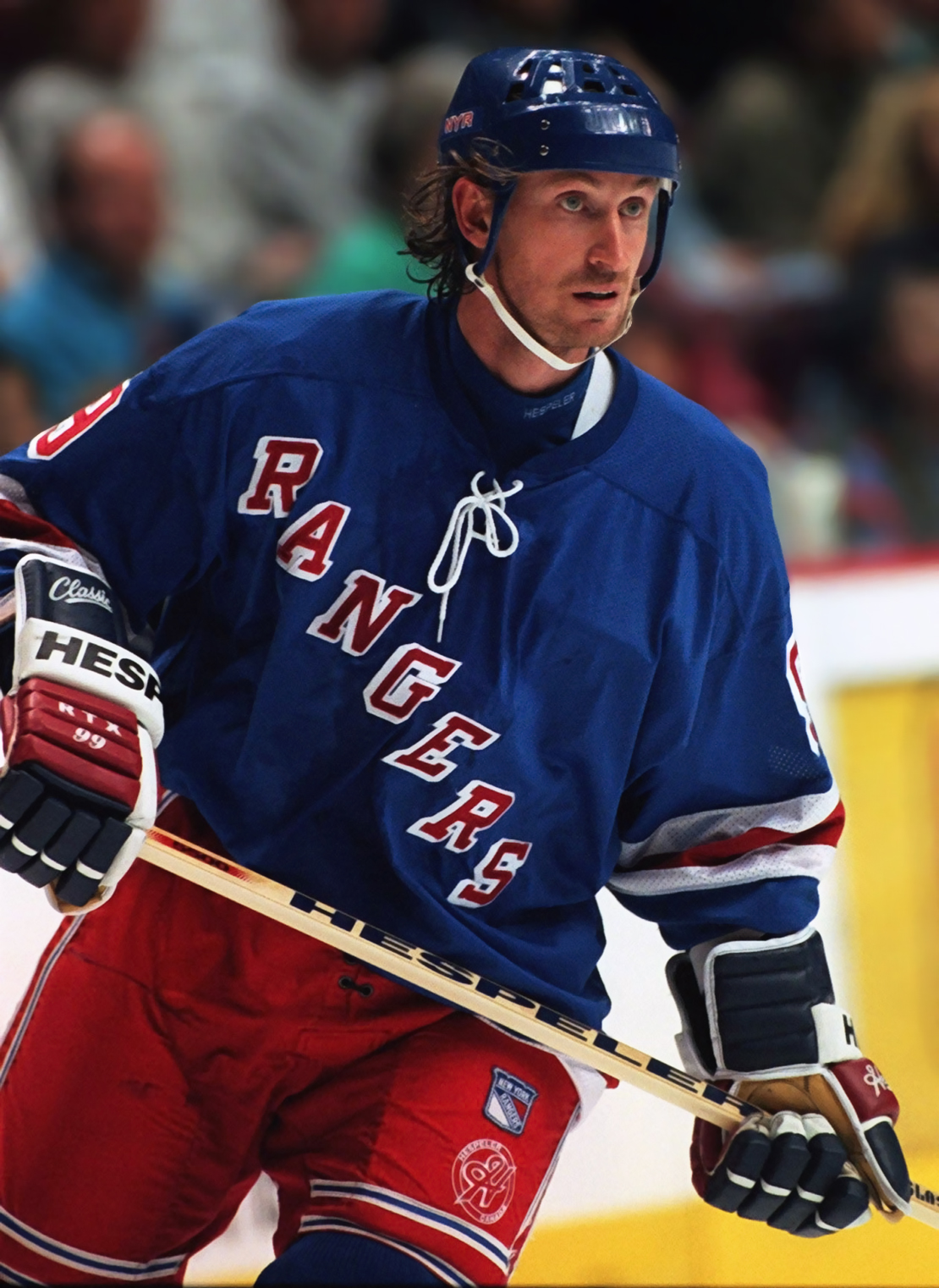
Equipació dels New York Rangers

Els New York Rangers són un dels Original Six (sis originals), un dels sis equips més històrics i antics de la lliga. Va ser fundat el 1926 i des de la seva creació ha format part de l'NHL. Va ser el primer equip dels Estats Units que va guanyar la Copa Stanley a la temporada 1927/28, durant els anys 1930 va tenir la seva millor època guanyant dos títols de lliga més (1932/33 i 1939/40) i un subcampionat.
Malgrat ser un dels equips amb més història de l'NHL els New York Rangers només han guanyat quatre Copes Stanley. Després de dècades sense èxit la franquícia va tornar a tenir una època daurada durant els anys 1990 guanyant campionats de divisió i el seu últim títol de lliga a la temporada 1993/94.